# Novo Barreiro
Novo Barreiro is een gemeente in de Braziliaanse deelstaat Rio Grande do Sul. De gemeente telt 3.989 inwoners (schatting 2009).